# Forcipomyia bullata
Forcipomyia bullata är en tvåvingeart som beskrevs av Debenham 1987. Forcipomyia bullata ingår i släktet Forcipomyia och familjen svidknott. Inga underarter finns listade i Catalogue of Life.